# Валенсия, Габриэль
Габриэль Валенсия (исп. Gabriel Valencia; 1799, Мехико — 1848, близ Мехико) — мексиканский военный, политический и государственный деятель, генерал, временный президент Мексики (с 30 декабря 1845 по 2 января 1846 года).
В 1843 году был председателем Палаты депутатов Мексики.

## Биография
Начал военную службу в испанской колониальной армии, но в 1821 году присоединился к революционным силам — Армии трёх гарантий. Подружившись с представителями центрального руководства, проявил себя как видным деятелем мексиканской политики. Участвовал в мексиканской войне за независимость.
Заключил непростой союз с Л. Санта-Анной, помогая ему свергнуть сначала президента Анастасио Бустаманте, а затем президента Хосе Хоакина де Эрреру. Санта-Анна осознавал потенциальную угрозу со стороны Валенсии в политическом и военном отношении. Валенсия и его войска в начале войны располагались на северо-востоке Мексики.
По закону Габриэль Валенсия как председатель Управляющего совета должен был занять пост президента Мексики после отставки президента Хосе Хоакина де Эрреры. Это было временное назначение, предназначенное только для передачи власти. Была созвана хунта во главе с архиепископом Мехико Мануэлем Посадой. 2 января 1846 года хунта избрала временным президентом генерала М. Паредеса. Срок президенства Валенсии длился всего три дня.
Участник сражения при Контрерасе в ходе Американо-мексиканской войны.
Погиб в сражении при Чурубуско при защите Национального дворца.